# گلبرگ‌دمان جنوبی
گلبرگ‌دمان جنوبی (نام علمی: Austropetaliidae) نام یک خانواده از زیرراسته آسیابک است.